# هنری راکمور
هنری راکمور (انگلیسی: Henry Roquemore؛ ‏ ۱۸ مارس ۱۸۸۶ – ۳۰ ژوئن ۱۹۴۳) بازیگر اهل ایالات متحده آمریکا بود.
از فیلم‌هایی که وی در آن نقش داشته‌است می‌توان به دره رنگین‌کمان اشاره کرد.